# دونالد كيرتز
دونالد كيرتز (بالإنجليزية: Donald Kurtz)‏ هو عالم فلك أمريكي، ولد في 1948.